# Немі (озеро)
Немі (італ. Lago di Nemi, лат. Nemorensis Lacus) — озеро (кальдера вулканічного походження) в Італії, за 30 км на південь від Рима, яке часто згадується на сторінках давньої історії. Зокрема, біля берегів озера стояла вілла імператора Калігули, де він, швидше за все, був похований. На високих берегах озера лежить однойменна провінція.

## Історія

### Неморенський цар
Неморенський цар, Rex Nemorensis — титул жерців Діани Арріційської, храм якої стояв біля самої води. Про Неморенський культ відомі уривчасті відомості. Першим жерцем нібито був легендарний Вірбій. Неморенським царем можна було стати, лише переступивши через кров — зірвавши золоту гілку у священному гаю, претендент повинен був убити свого попередника в поєдинку або загинути сам; жодних інших кваліфікацій не було потрібно. Кандидати в жерці здебільшого були рабами й довго не жили. Светоній повідомляє, що, до особливо хитрого і сильного жерця імператор Калігула особисто підіслав убивцю.

### Кораблі Калігули
Імператор Калігула збудував на озері Немі розкішні розважальні кораблі. Один був плавучим храмом Діани, другий — плавучим палацом. Письмових джерел про їх будівництво, експлуатацію та загибель немає; історики приписують кораблі саме Калігулі, виходячи з його репутації і з маркування знайдених на кораблях предметів.
Після чотирнадцяти століть забуття, остови кораблів були виявлені кардиналом Колона в 1444 році. У 1880-ті роки британський посол в Італії організував експедицію на Немі, і «звільнив» затонулі кораблі від мармурів і бронзи. У 1927—1932 роках, за наказом Муссоліні, озеро осушили, спустивши воду в Альбанське озеро. На дні знайшли добре збережені остови кораблів розмірами 60 х 20 і 71×21 м. Тільки один з них був обладнаний місцями для веслярів, другий, ймовірно, був несамохідною баржею. На меншому кораблі виявили унікальну поворотну платформу на роликах, невідомого призначення.
За допомогою спеціально побудованого рейкового шляху кораблі підняли на берег. Після консервації вони зберігалися в особливому музеї; 31 травня — 1 червня 1944, під час відступу німецьких військ, музей і кораблі були знищені пожежею. Слідство встановило лише непрямий зв'язок між пожежею та діями німецьких військ (німецьку батарею, розташовану за 150 м від музею, назвали ймовірною причиною «випадкової» пожежі).